# Мун, Алёна
Алёна Мун, настоящее имя Алёна Мунтяну (рум. Aliona Munteanu; 25 мая 1989 года, Кишинёв, Молдова) — молдавская певица, представлявшая Молдову на конкурсе песни «Евровидение» в 2013 году с песней «O mie».

## Карьера
В 2010 году Алёна Мун участвовала в национальном музыкальном шоу «Фабрика Звезд 2», в котором заняла 3 место. После участия в «Фабрике Звезд 2» создала группу «Thumbs Up». В 2012 году выступала на Евровидение-2012 в Баку, как бек-вокалистка Паши Парфения, который с песней «Lautar» занял 11 место.

### Евровидение 2013
14 мая 2013 года на первом полуфинале Евровидения в Мальмё вышла в финал конкурса вместе с Украиной, Ирландией, Россией, Беларусью, Литвой, Эстонией, Нидерландами, Бельгией и Данией.
В финале конкурса 18 мая 2013 Алёна Мун выступала под 3 номером, после участника из Литвы. В итоге Алёна заняла 11 место (это же место Молдова заняла и в 2012 году, когда её представлял продюсер, композитор и пианист Алёны — Паша Парфений).
Не успело жюри объявить имя представительницы Молдовы, как певицу обвинили в плагиате. Оказывается, наряд Алёны Мун очень напоминает платье американской певицы Кэрри Андервуд, которое во время церемонии «Грэмми» переливалось различными картинками.

### После Евровидения
В 2014 году Алёна была участницей проекта «Vocea României», румынской версии телешоу «Голос», где она заняла четвёртое место.

## Клипы
- Aliona Moon — O mie — Eurovision 2013 Moldova (official video)
- Aliona Moon — Loc pentru dragoste (official video)